# Karl Theodor Hartweg
Karl Theodor Hartweg (1812-1871)  foi um botânico alemão.
Recolheus numerosas espécies de plantas na Colômbia, no Equador, na Guatemala, no México e na Califórnia como membro da "Sociedade Real de Horticultura".